# Фридрих XII Гогенцоллерн
Фридрих XII Гогенцоллерн (ум. 1443) — немецкий дворянин из швабской линии дома Гогенцоллернов, граф фон Цоллерн (1401—1443).

## Биография
Старший сын графа Фридриха XI Гогенцоллерна (ум. 1401) и графини Адельгейды фон Фюрстенберг (ум. 1413).
В 1401 году после смерти Фридриха XI Гогенцоллерна графство Цоллерн было разделено между его двумя сыновьями, Фридрихом XII и Эйтелем Фридрихом I. Замок Гогенцоллерн и город Хехинген перешли в совместное владение двух братьев. Графы постоянно ссорились друг с другом из отцовского наследства. Фридрих XII испытывал финансовые трудности, но продажа части его владений графам Вюртемберга не смогла решить его проблемы. Графы Гогенцоллерн пытались сохранить независимость от Вюртемберга.
В 1418 году имперский суд в Ротвайле наложил имперскую опалу на графа Фридриха XII, который вынужден был покинуть свои владения.
Конфликт между братьями Эйтелем Фридрихом I и Фридрихом XII обострился из-за замка Гогенцоллерн. В 1422 году граф Фридрих XII начал враждовать с вольным имперским городом Ротвайлем. Швабский союз городов вместе с Эйтелем Фридрихом и графами Вюртемберга выступил против Фридриха XII. Союзники осадили замок Гогенцоллерн, где укрывался Фридрих. После десятимесячной осады в мае 1423 года Фридрих XII вынужден был сдаться. По приказу германского императора Сигизмунда Люксембурга замок Гогенцоллерн был разрушен.
В 1426 году братья Фридрих XII и Эйтель Фридрих примирились. Но в 1428 или 1429 году Фридрих был захвачен в плен Генриеттой, графиней Монбельяр. В плену он находился до 1440 года.
После смерти в 1439 году Эйтеля Фридриха новым графом стал его старший сын Йобст Николаус I (1433—1488). Фридрих XII был освобожден из плена и управлял своей часть графства.
В 1443 году Фридрих XII скончался бездетным во время паломничества в Святую землю.
Его вдова, графиня Анна фон Сульц (ум. 1438), вынуждена была обратиться за финансовой помощью к графам Вюртемберга, которые претендовали на графство Цоллерн.